# Nộ Giang
Châu tự trị dân tộc Lật Túc Nộ Giang (tiếng Trung: 怒江傈僳族自治州; Hán-Việt: Nộ Giang Lật Túc tộc tự trị châu; bính âm: Nùjiāng Lìsùzú Zìzhìzhōu; Tiếng Lật Túc: ꓠꓳ-ꓟꓵ ꓡꓲ-ꓢꓴ ꓫꓵꓽ ꓚꓲꓸ ꓛꓬꓽ ꓗꓪꓼ ꓫꓵꓽ ꓝꓳꓴ) là một châu tự trị thuộc tỉnh Vân Nam, Cộng hòa Nhân dân Trung Hoa.

## Các đơn vị hành chính
Châu tự trị dân tộc Lật Túc Nộ Giang quản lý các đơn vị cấp huyện sau:

### Các quận nội thành
Quận: Châu tự trị này không có quận nội thành.

### Các thành phố cấp huyện
Châu tự trị này có các thành phố cấp huyện (huyện cấp thị) sau:
- Lô Thủy 泸水市
- Phúc Cống 福贡县
- Huyện tự trị người Độc Long, Nộ Cống Sơn 贡山独龙族怒族自治县
- Huyện tự trị người Bạch, Phổ Mễ Lan Bình 兰坪白族普米族自治县